# Histocidaris nuttingi
Histocidaris nuttingi is een zee-egel uit de familie Histocidaridae.
De wetenschappelijke naam van de soort werd in 1926 gepubliceerd door Theodor Mortensen.